# Santiago (Putumayo)
Santiago é um município da Colômbia, localizado no departamento de Putumayo.